# Balogrussó
Balogrussó (1899-ig Hrussó, szlovákul Hrušovo) község Szlovákiában, a Besztercebányai kerület Rimaszombati járásában.

## Fekvése
Rimaszombattól 17 km-re északkeletre fekszik, a Balog-patak (Blh) völgyében.
Északkeletről rövid szakaszon Gömörlipóc, keletről Szeleste, délkeletről Derencsény, délnyugatról Kőhegy, nyugatról Kiéte, északról pedig Dobrapatak és kis szakaszon Nyustya településekkel határos.
Balogrussó 15,7752 km²-es területe három kataszteri területre oszlik:
- Balogrussó (Hrušovo): 8,3310 km²
- Eszterény (Ostrany): 2,9921 km²
- Eszterézs (Striežovce): 4,4521 km²

## Története
1297-ben „Huruswa" alakban említik először, de korábbi alapítású. 1427-ben „Hrwswa", 1511-ben „Rwsowa" néven szerepel írásos dokumentumokban. Kezdetben Balog várának tartozéka, a 14. századtól a Derencsényi családé, majd a 17. század második felétől a murányi váruradalom része. A 17. század végén lengyel-litván hadak elpusztították, de újra felépült. Lakói mészégetéssel, szénégetéssel, házalással, kézművességgel és mezőgazdasággal foglalkoztak. 1828-ban 77 házában 622 lakos élt.
Vályi András szerint: „HRUSOVA. Tót falu Gömör Várm. földes Ura G. Koháry Uraság, lakosai katolikusok, és evangelikusok, fekszik Dobóczhoz nem meszsze, és annak filiája, földgye nagy részént salétromos, és hegyes, réttyei soványak, legelője szűken van, fája tűzre, és épűletre az Uraságnak engedelméből."
Fényes Elek szerint: „Hrussó, tót falu, Gömör és Kis-Honth egyesült vmegyékben, a Kis- és Nagy-Balog vizek összefolyásánál: 6 kath., 616 evang. lak., evang. anyaszentegyházzal. Határa hegyes, köves, szántóföldjei domboldalban csüggnek inkább, mint fekszenek, s azért soványak; lakosai posztót szőnek, különféle faeszközöket csinálnak, viaszszal kereskednek. F. u. h. Coburg s m. Ut. p. Rimaszombat."
Gömör-Kishont vármegye monográfiája szerint: „Hrussó, a Balog patak mellett fekvő tót kisközség, körjegyzőségi székhely, 62 házzal és 240 ág. ev. vallású lakossal. 1433-ban Hurusua és Hrwswa néven szerepel. Balogvár tartozéka volt és az uradalom többi birtokaival együtt előbb a Koháry és azután a Coburg herczegi család birtokába került. Itt született Fábry György, a híres szuperintendens. A falubeliek a XVIII. században élénk viaszkereskedést folytattak. Az ág. ev. templom 1786-ban épült. A község postája, távírója és vasúti állomása Rimabrézó. Ide tartozik Kossova puszta."
A trianoni diktátumig Gömör-Kishont vármegye Rimaszombati járásához tartozott.
Lakói közül sokan részt vettek a szlovák nemzeti felkelésben. 1960-ban Eszterény, 1963-ban pedig Eszterézs községeket Balogrussóhoz csatolták.

## Népessége
| Év:            | 1994. | 2004.    | 2014.    | 2024.    |
| -------------- | ----- | -------- | -------- | -------- |
| Emberek száma: | 252   | 225      | 193      | 161      |
| Eltérés:       |       | -10,71 % | -14,22 % | -16,58 % |

| Év:            | 2023. | 2024.   |
| -------------- | ----- | ------- |
| Emberek száma: | 162   | 161     |
| Eltérés:       |       | -0,61 % |

1910-ben 229 lakosából 203 szlovák és 21 magyar anyanyelvű volt. Eszterényen 129 szlovák és 16 magyar anyanyelvű, Eszterézsen 150 szlovák és 31 magyar anyanyelvű élt.
1921-ben Balogrussó 201 lakosából 195 szlovák, 3 magyar nemzetiségű és 3 állampolgárság nélküli volt. Ugyanakkor 187 evangélikus, 12 római katolikus és 2 izraelita vallású volt.
2001-ben 227 lakosából 220 szlovák, 5 magyar és 2 cseh  volt.
2011-ben 202 lakosából 184 szlovák, 5 magyar és 2 cseh volt.

## Nevezetességei
- Evangélikus temploma 1786-ban épült, 1904-ben megújították.
- Későbarokk haranglába 18. századi.
- A falu határa természeti szépségekben gazdag, sok kis barlang és növényritkaság található itt.

## Neves személyek
- Itt született 1883-ban Putra Ede festőművész, Rudnay Gyula tanítványa. 1915-ben a fronton szerzett tüdőbajban halt meg. Rimaszombatban temették el.
- Itt született 1752-ben Fábri Pál evangélikus lelkész.
- Itt született 1751-ben Fabri István evangélikus líceumi tanár.
- Itt született 1718-ban Fabri Gergely a Tiszai evangélikus egyházkerület püspöke 1774-től haláláig.
- Itt született 1679-ben Fitter Ádám jezsuita rendi pap és akadémiai rektor.